# Aeilsgat

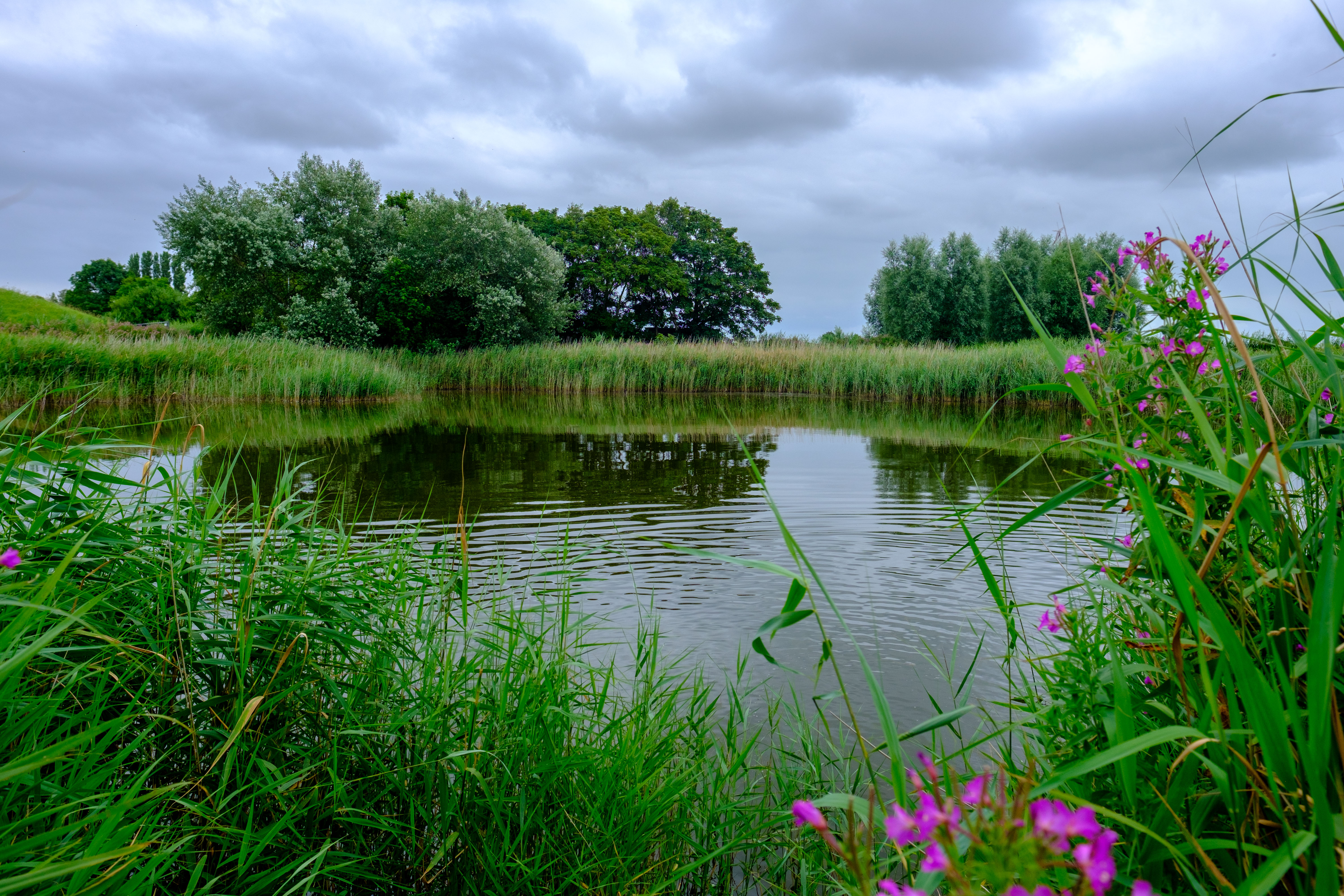
Het Aeilsgat gezien vanuit het noordoosten

Het Aeilsgat (ook: Æilsgat, Eiltsgat, Eilsgat, Eeltsgat of Ailsgat) is een kolk bij de slaperdijk bij het noordelijkste dorp Oudeschip in de provincie Groningen. Toen de dijk nog een zeedijk was, is de kolk ontstaan bij een dijkdoorbraak tijdens de Kerstvloed van 1717.

## Sagen
Aan de niet meer begrepen geografische naam is later een sage gehecht, die de herkomst van de naam moet verklaren. Hierin wordt verhaald dat een boer, Eilt genaamd, met paard en wagen in het gat is verdronken. Voordat hij verdronk waren er 's nachts lichtjes boven het water te zien, nadien zijn de lichtjes verdwenen. De kolk is ook bekend onder de naam Michieltjeskolk, want later zou nog iemand op dezelfde manier zijn verdronken. Verder wordt verteld dat op de bodem van het water een zeemeermin woont. Die is naar binnen gespoeld bij de dijkdoorbraak waarbij de kolk is ontstaan. Ze kan niet meer naar buiten omdat de dijk is hersteld.

## Wapen van Uithuizermeeden
Het Wapen van Uithuizermeeden zou een verwijzing zijn naar de zeemeermin. De kolk ligt in deze voormalige gemeente.

## Foto's

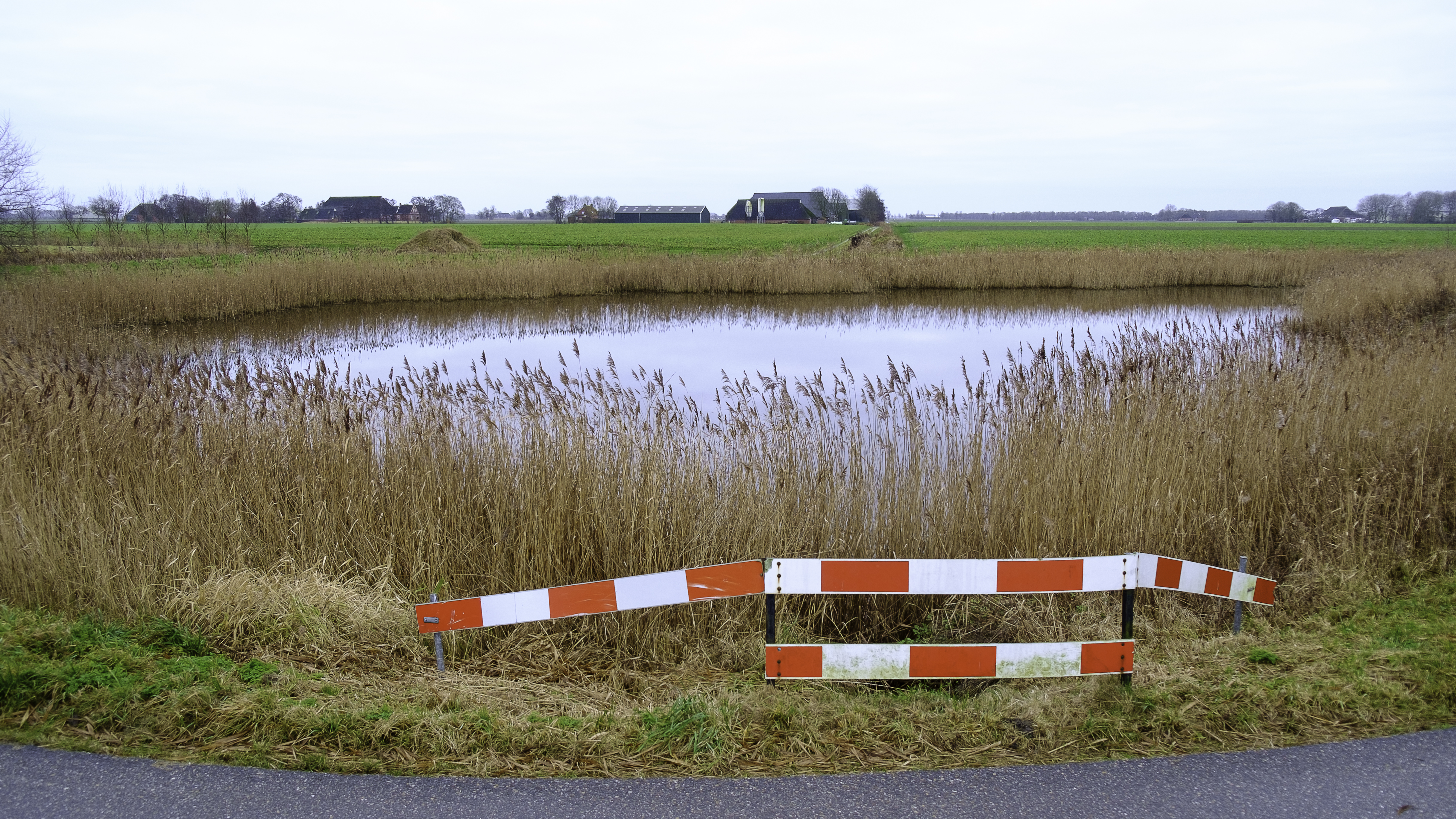
Het Aeilsgat
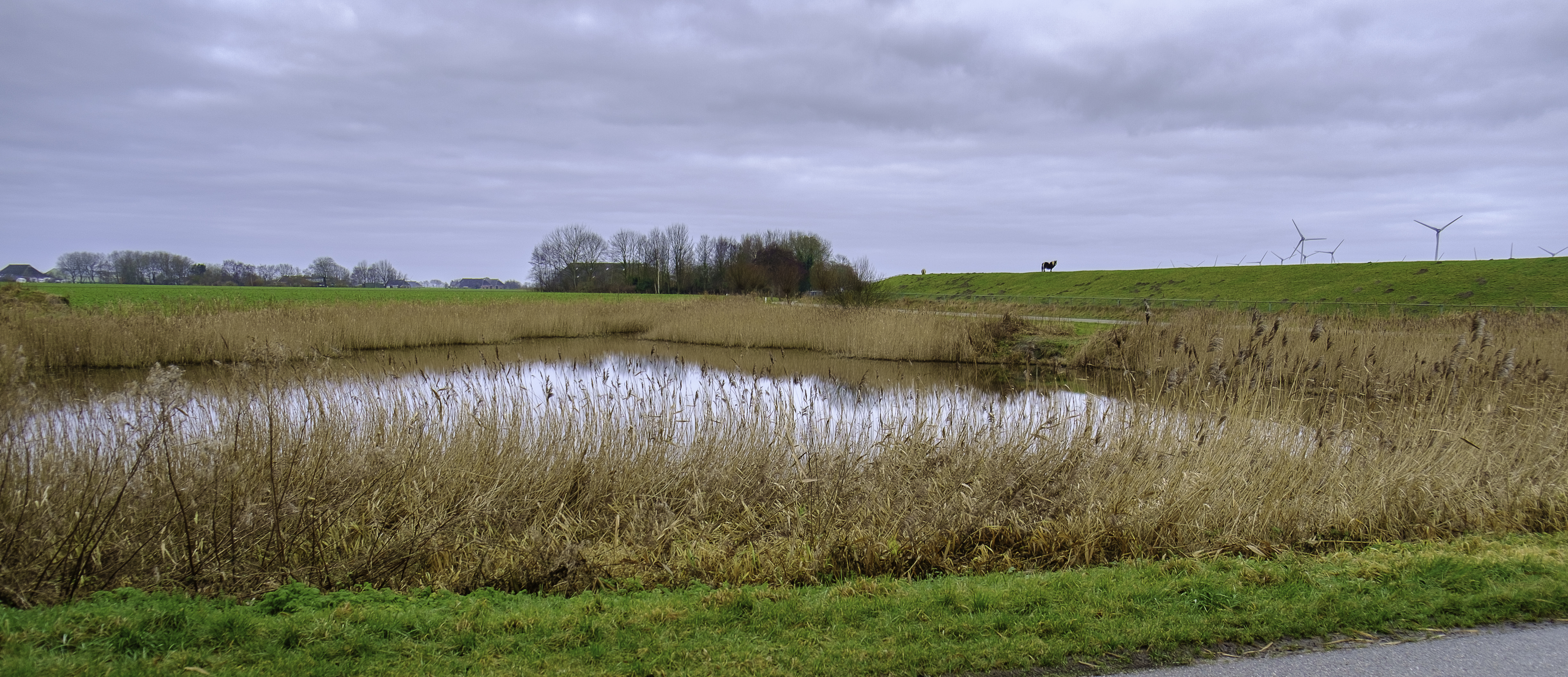
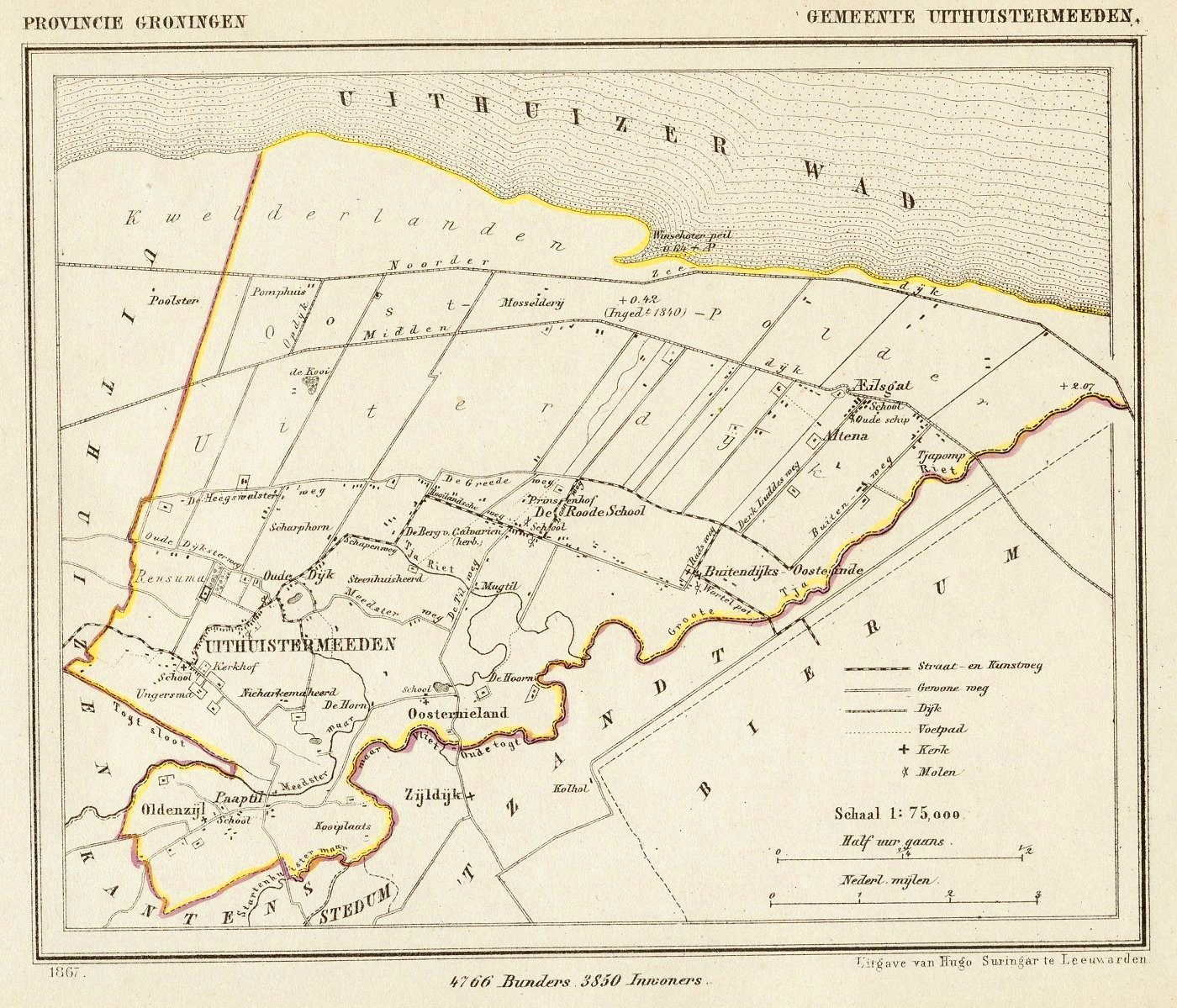
Het "Æilsgat" op een kaart van gemeente Uithuistermeeden uit 1867.
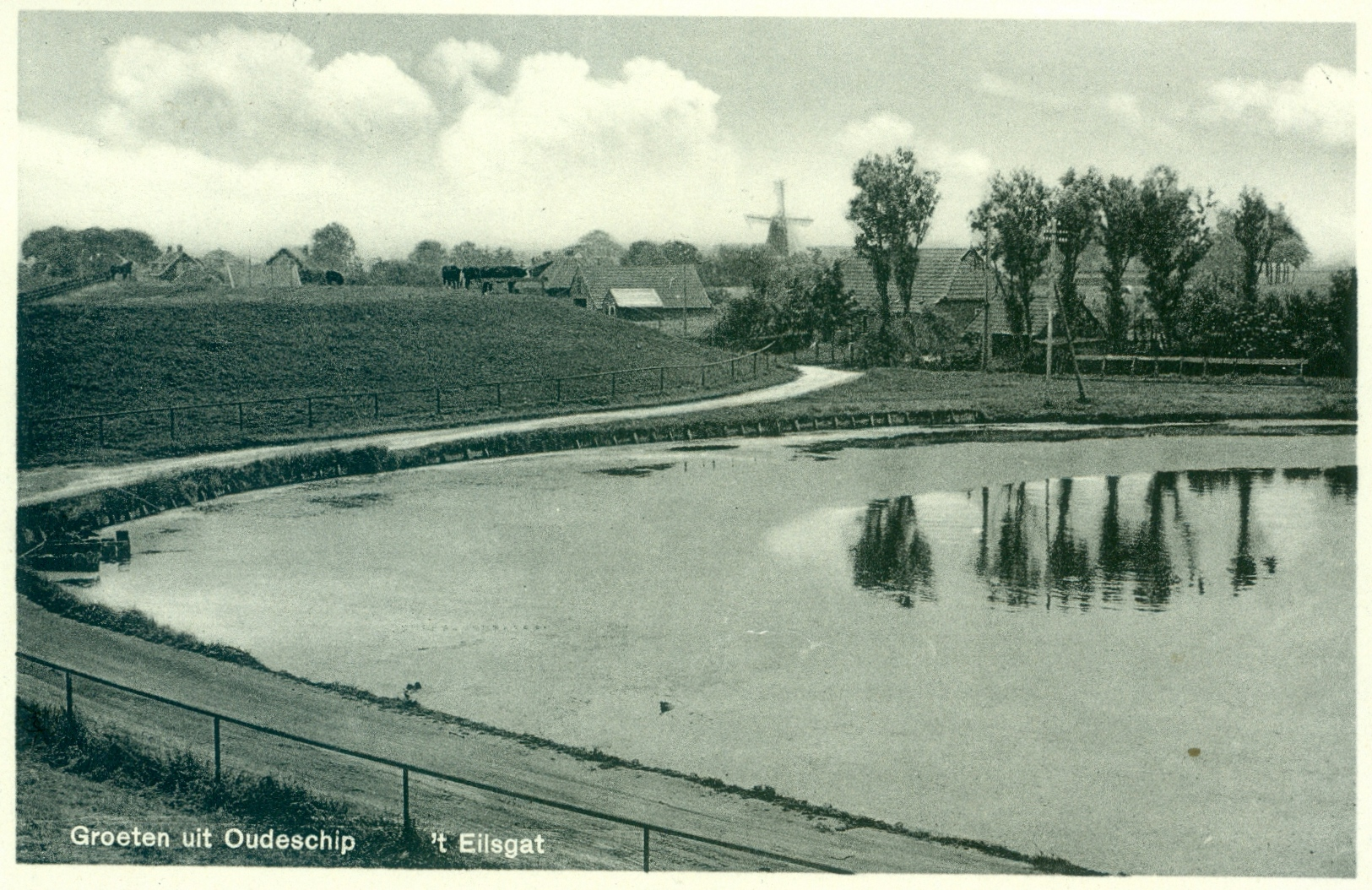
Het Aeilsgat begin 20e eeuw met op de achtergrond de in 1943 afgebroken korenmolen van het dorp